# 一条実孝

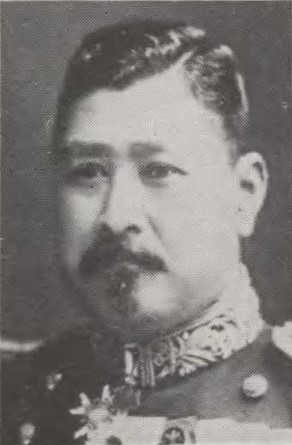
一条実孝

一条 実孝（いちじょう さねたか、旧字体：一條 實孝、1880年（明治13年）3月15日 - 1959年（昭和34年）12月3日）は、明治から昭和期の日本海軍軍人、政治家。貴族院公爵議員。最終階級は海軍大佐。旧名・大炊御門重孝。

## 経歴

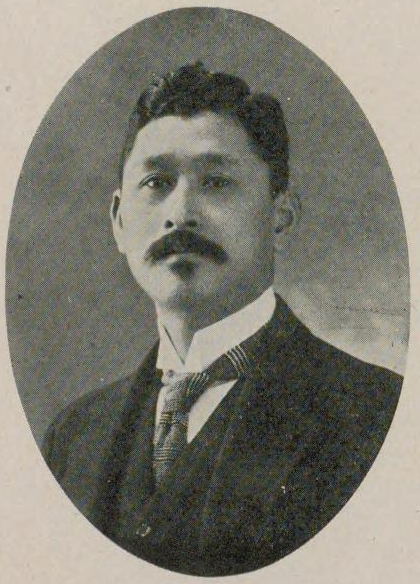
一条実孝

大炊御門師前（第27代大炊御門家当主家信の子）の長男（庶子）。一条実輝の養子。
4歳の時に父が大炊御門家を廃嫡されたために苦しい生活を送り、実孝も普通の小学校（現在の新宿区立花園小学校）で学んでいた。また、父と共に山岡鉄舟の下で剣術を学んでいる。1907年（明治40年）に一条家の養子に入る事になり、従五位が授けられた。養父の死去に伴い、1924年（大正13年）8月15日、公爵を襲爵し貴族院公爵議員に就任した。
1900年（明治33年）12月13日、海軍兵学校（28期）を卒業。さらに、1910年（明治43年）11月29日、海軍大学校甲種8期を卒業。横須賀鎮守府参謀、軍令部参謀、第三艦隊参謀、フランス大使館付武官兼造船造兵監督官、大正天皇大喪儀の祭官長などを歴任。強い国家主義者的な考えを持っていた。
この頃には「華族中の華族」としての立場となり、日本温泉協会初代会長、日本善行会初代会長。東京修道館名誉会長など多くの役職を引き受けた。
1946年（昭和21年）5月8日、貴族院議員を辞職した。同年9月、公職追放となった。

## 栄典
位階
- 1907年（明治40年）11月30日 - 従五位[12]
- 1924年（大正13年）3月24日 - 正四位[13]
- 1929年（昭和4年）6月15日 - 従三位[14]
- 1942年（昭和17年）7月15日 - 従二位[15]

勲章等
- 1918年（大正7年）9月26日 - 勲三等瑞宝章[16]
- 1931年（昭和6年）5月1日 - 帝都復興記念章[17]

## 親族
- 妻：経子[1] - 一条実輝の二女。
  - 男子：一条実文[1]
  - 女子：三井正子[1] - 三井高陽の妻。
  - 養女：一条尊昭（1919 - ） - 平松時厚の孫[18][注 1]。